# Pistolet BUW-2
BUW-2 – niemiecki pistolet przeznaczony do strzelań podwodnych. Skonstruowany w firmie Angewandte Ingenieur-Wissenschafe.
Była to czterolufowa broń (rodzaj deringera) strzelająca małymi pociskami rakietowymi o stabilizacji hydrodynamicznej.